# Эркин, Ферхунде
Ферхунде Эркин (тур. Ferhunde Erkin, урождённая Ремзи, тур. Remzi; 8 июня 1909, Стамбул — 11 июля 2007, Анкара) — турецкая пианистка и музыкальный педагог.

## Биография
Получила первые уроки музыки у своего отца, в отрочестве и юности выступала в дуэте со своим братом, скрипачом Недждетом Ремзи (первый концерт состоялся 20 марта 1920 года в Стамбуле). В 1928—1930 гг. вместе с братом училась в Лейпцигской Высшей школе музыки. По возвращении в Турцию в 1931—1967 гг. преподавала в Анкаре в Школе учителей музыки (преобразованной затем в Анкарскую консерваторию). В 1932 г. вышла замуж за своего коллегу, композитора и музыкального педагога Ульви Джемаля Эркина, произведения которого в дальнейшем нередко исполняла. В 1960-е гг. выступала дуэтом со скрипачкой Суной Кан. Учениками Эркин были многие известные турецкие пианисты, ею были впервые в Турции исполнены 22 фортепианных концерта. В 2000 г. выпустила книгу воспоминаний «Tuşlar Arasında».